# Bahraini Crown Prince Cup
Der Bahraini Crown Prince Cup (arabisch كأس ولي العهد البحريني) war ein jährlich stattfindender nationaler bahrainischer Fußballwettbewerb. Erstmalig wurde der Wettbewerb 2001 ausgetragen. Die letzte Austragung fand 2009 statt. 2001 nahmen die acht bestplatziertesten Mannschaften der Meisterschaft teil. Von 2002 bis 2009 nahmen die vier bestplatziertesten Mannschaften teil. Organisiert wurde der Wettbewerb vom bahrainischen Fußballverband.

## Sieger
| Jahr | Sieger        | Ergebnis    | Finalist      |
| ---- | ------------- | ----------- | ------------- |
| 2001 | Muharraq Club | 5:4         | Al-Riffa SC   |
| 2002 | Al-Riffa SC   | 3:2         | Muharraq Club |
| 2003 | Al-Riffa SC   | 3:1         | Muharraq Club |
| 2004 | Al-Riffa SC   | 2:1         | Muharraq Club |
| 2005 | Al-Riffa SC   | 3:1 (n. V.) | al-Ahli       |
| 2006 | Muharraq Club | 2:1         | Al-Riffa SC   |
| 2007 | Muharraq Club | 1:0 (n. V.) | al-Najma Club |
| 2008 | Muharraq Club | 5:2 (n. V.) | al-Ahli       |
| 2009 | Muharraq Club | 2:0         | Al-Riffa SC   |